# اينزو فيراري

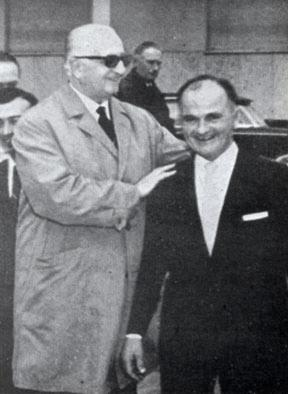
اينزو فيراري

إنزو انسيلمو فيراري (20 فبراير 1898 - 14 اغسطس 1988) - سائق سيارات سباق ومستثمر إيطالي، مؤسس فريق «فيراري» لسباق السيارات الذي أصبح مالك العلامة التجارية للسيارات الإيطالية الرياضية «فيراري».

## حياته
إنزو فيراري ولد في 20 فبراير/شباط 1898 في مدينة مودينا بإيطاليا، والتي تُعرف بلقب "مدينة المحركات". ورث إنزو هذا الشغف بالسيارات وسباقات السيارات، خاصة "الفورمولا 1"، عن والده الذي كان عاشقًا لهذا المجال.
في سن الـ10، قام إنزو فيراري بمخالفة أمر والده وذهب لحضور سباق أقيم بالقرب من مدينتهم، رغم حظر والده بسبب صغر سنه. منذ ذلك الحين، أثرت أصوات المحركات ومشاهد السباقات وتسارع السيارات على إحساس إنزو بالدهشة والشغف، مما زاد من رغبته وفضوله ليصبح متسابقًا في عالم السيارات الرياضية.
قام إنزو بزيارة أماكن السباقات والتعرف على السائقين ومديري الفرق، ونجح في الانضمام إلى فريق سباقات شركة "cmn" في عام 1919. ومع ذلك، لم يحقق النجاح المطلوب وتم طرده من الفريق في عام 1920 بسبب عدم تحقيق الانتصارات.
يمكن تفسير تجربة فيراري كدرس قيم في الصمود والإصرار على تحقيق الأحلام رغم التحديات. الرفض الأولي وعدم تحقيق النجاح في البداية قد يكونا محفزين لتطوير المهارات والأداء في المستقبل. ومن خلال تجربته، يظهر فيراري كشخصية مصممة ومصرة على تحقيق أهدافه بالرغم من العقبات التي تواجهه. 

### التعاون مع ألفا روميو
بعد انضمامه إلى فريق "ألفا روميو" الإيطالي، نجح إنزو فيراري في بناء مسيرة ناجحة في عالم سباقات السيارات. استطاع أن يصبح واحدًا من أبرز سائقي الفريق، حيث حقق سلسلة من الانتصارات والتفوقات.
بالنظر إلى تفوقه وإسهاماته الكبيرة في فريق "ألفا روميو"، تم تعيين إنزو فيراري في منصب مدير الفريق، حيث تولى مسؤولية تنظيم وإدارة العمليات السباقية.
وفي عام 1929، أسس فيراري جراجًا خاصًا داخل أسطبل الفريق، بهدف تطوير وصيانة سيارات السباق التابعة للفريق من ماركة "ألفا روميو". 

## نقطة الإنطلاق
أسس إنزو فيراري لجراجه الأول لصيانة وتصليح السيارات الرياضية. أُطلِقَ على الجراج اسم "سكوديريا فيراري"، بعدها قرر فيراري تأسيس فريق سباقات يحمل اسمه، وذلك بعد فصله من فريق "ألفا روميو".
بعد ان تم فصل "انزو فيرارى" من "ألفا روميو"، توجه نحو تصميم وصناعة سيارات رياضية خاصة به للمشاركة في سباقات السيارات. ومن هنا تم إطلاق أول طراز رياضي باسم "فيرارى 125 اس"، الذي سُجِّل كأول سيارة سباق معتمدة للسير على الطرقات العامة بشكل قانوني في التاريخ عام 1947. تعتبر هذه السيارة بمثابة بداية رحلة شركة فيرارى في عالم صناعة السيارات الرياضية، وتمثل انطلاقة هامة في تاريخها. (2+3)

## "الحصان الواثب"
بعد تأسيس شركته، اختار فيراري شعارًا يتمثل في حصان أسود واثب على خلفية صفراء، مع علم إيطاليا يعلوه، وذلك لتعزيز أصالة الماركة الإيطالية وارتباطها بمدينة "مودينا" التي تأسست فيها الشركة.
يعود أصل الشعار إلى هدية قدمتها سيدة إيطالية، والدة الطيار الإيطالي الشهير "فرانشيسكو باراكا"، لإنزو فيراري في عام 1923. كانت هذه السيدة تضع الشعار على طائرة ابنها في سباقات الطيران، مما جعله يرتبط بالحظ والنجاح.(3)

## وفاته
في 14 أغسطس 1988، توفي إنزو فيراري عن عمر يناهز الـ90 عامًا، تُعد وفاته مناسبة لاستعراض إرثه وتأثيره في هذا المجال.
في عام 2017، شهدت مدينة "مودينا" الإيطالية حادثة سرقة غير عادية حيث قامت الشرطة بإحباط محاولة سرقة جثمان إنزو فيراري من مقبرته. تبين أن الهدف من هذه المحاولة كان طلب فدية ضخمة من عائلة فيراري أو من شركته بهدف استرجاع الجثمان.
تُسلط هذه الحادثة الضوء على الشهرة البارزة لإنزو فيراري وشركته، وتظهر الآثار البعيدة لتأثيرهما على الأشخاص والجماعات. كما تبرز الأبعاد غير المتوقعة للشهرة والتأثير، والتي قد تؤدي إلى حوادث غير متوقعة مثل هذه الحادثة الغير عادية. (1)

## روابط خارجية
- اينزو فيراري على موقع IMDb (الإنجليزية)
- اينزو فيراري على موقع الموسوعة البريطانية (الإنجليزية)
- اينزو فيراري على موقع مونزينجر (الألمانية)
- اينزو فيراري على موقع إن إن دي بي (الإنجليزية)
- اينزو فيراري على موقع قاعدة بيانات الفيلم (الإنجليزية)
- اينزو فيراري على موقع CONI honoured athlete website (الإيطالية)